# Полтергейст (фильм, 1982)
«Полтергейст» (англ. Poltergeist) — американский фильм ужасов 1982 года режиссёра Тоуба Хупера по сценарию Стивена Спилберга, который также продюсировал фильм и лично участвовал в съёмках. Главные роли исполняли: Доминик Данн, Хезер О’Рурк, Джобет Уильямс, Крэйг Т. Нельсон, Беатрис Стрэйт, Оливер Робинс. Картина была номинирована на 3 премии Оскар.
Сюжет повествует о семье Фрилинг, которую начинают преследовать духи.
Фильм имеет два сиквела — «Полтергейст 2» и «Полтергейст 3», а также ремейк 2015 года. Из-за скоропостижных смертей четырёх актёров, сыгравших в этой серии фильмов (Доминик Данн, Хезер О’Рурк, Джулиан Бек, Вил Сэмпсон), она получила репутацию проклятой.

## Сюжет
Семейство Фрилинг обнаруживает, что в их доме происходят странные вещи — ночью включается телевизор, самостоятельно перемещается мебель и т. д. А однажды ночью сучковатое дерево, растущее во дворе, похищает сына Робби. Пока родители заняты спасением мальчика, исчезает их младшая дочь — Кэрол Энн. Родители обращаются за помощью к исследователями паранормальных явлений во главе с доктором Леш, однако те сперва способны только констатировать в доме какое-то странное присутствие.
Дальше больше — Дайан Фрилинг (мать семейства) чувствует свою дочь, неожиданно материализуются разные предметы, одного из исследователей мучают кошмары, а однажды ночью все присутствующие видят шествие каких-то светящихся фигур. Учёным удаётся сделать запись на видеоплёнку. Стив Фрилинг (отец семейства) неожиданно выясняет, что их дом построен на месте старого кладбища. Доктор Леш привозит с собой экстрасенса — карлицу Танджину. Та, исследовав дом, сообщает, что Кэрол Энн продуцирует сильный свет, который отвлекает души от истинного света, к которому они должны уйти. Однако помимо этого в доме присутствует и другой сильный и злобный дух, который удерживает девочку при себе.
Танджина предлагает провести ритуал изгнания духа. Дайана отправляется в иное измерение в поисках дочери, при этом карлица начинает говорить, что она и есть вечный свет, и призывать к себе души. Неожиданно появляется огромный тёмный лик, увидев который, Стив теряет верёвку. Однако злобный дух выпускает девочку, так что матери удаётся вернуться с девочкой в наш мир.
Однако злоключения семейства Фрилинг на этом не заканчиваются: на Робби набрасывается его игрушечный клоун, а Дайан сперва долго таскает по потолку невидимый дух, который затем материализуется в скелетообразного монстра. В ужасе женщина бежит по двору, где выкопан котлован для бассейна. Он оказывается весь заполнен ожившими мертвецами. Только при помощи соседей Дайан удаётся выбраться, однако оказывается, что и этого недостаточно: в детской открывается портал, куда затягивает детей. Только ценой неимоверных усилий ей удастся вытащить детей. Теперь гробы выходят на поверхность уже не только в котловане, но и на дороге, во дворе и в самом доме. Фрилингам не остаётся ничего другого, как спасаться бегством.

## В ролях
- Крэйг Т. Нельсон — Стив Фрилинг
- ДжоБет Уильямс — Дайна Фрилинг
- Беатрис Стрейт — доктор Леш
- Доминик Данн — Дана Фрилинг
- Оливер Робинс — Робби Фрилинг
- Хезер О’Рурк — Кэрол Энн Фрилинг
- Майкл МакМанус — Бен Тазил
- Вирджиния Кайсер — миссис Тазил
- Мартин Каселла — доктор Марти Кейси
- Ричард Лоусон — Райан
- Зельда Рубинштейн — Танджина Бэрронс
- Лу Перри — Пагсли
- Джеймс Карен — мистер Тиг
- Дирк Блокер — Дефф Шоу
- Аллан Граф — сосед Сэм

## Производство

### Сценарий

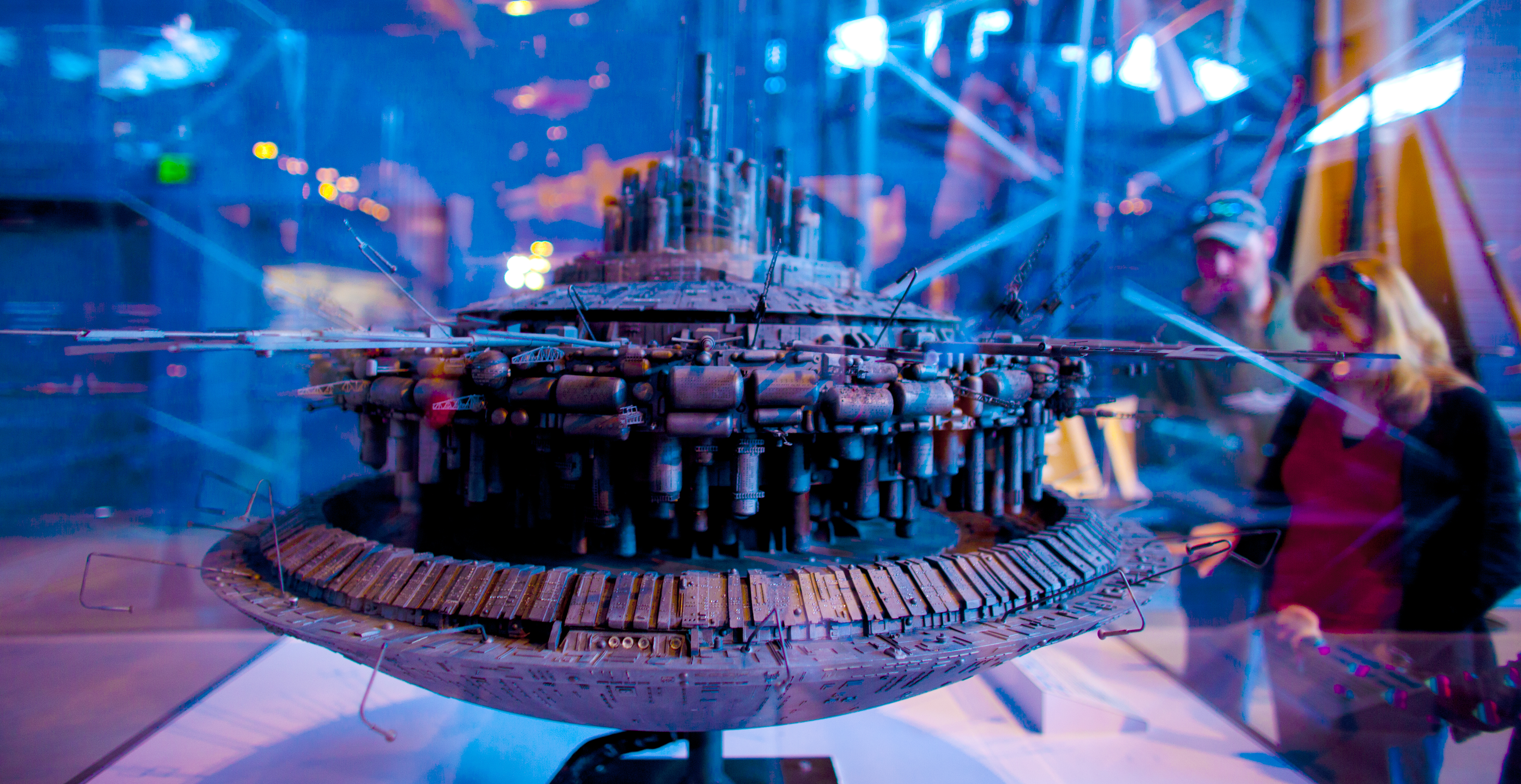
Макет космического корабля из кинофильма «Близкие контакты третьей степени»

После успеха картины «Близкие контакты третьей степени» все ждали продолжения, но Спилберг не хотел снимать очередной сиквел. Он хотел снять историю первого контакта по-новому, назвав её «Ночные небеса», рассказав о группе инопланетных исследователей, ставящих жестокие эксперименты на людях и животных, в финале которой один из пришельцев становится другом ребёнка и его спутники бросают его на земле. За основу он собирался взять историю семьи Саттанов. Но в процессе работы Спилберг разочаровался в этой идее, так как она вызывала ксенофобию. И на её основе появились два независимых сценария кинофильмов «Инопланетянин» и «Полтергейст». В первом речь шла о пришельце, которого забыли на Земле, а второй сценарий сохранил центральную идею «Ночных небес», но пришельцев заменили на существ из другого мира. Поскольку Стивен Спилберг не мог снимать оба фильма, он снял «Инопланетянина», а для съёмок «Полтергейста» нанял Тоуба Хупера, известного постановкой картины «Техасская резня бензопилой».
Писателю Джеймсу Кану было поручено создать «романный» вариант фильма. Когда он написал: «Молния разорвала ночное небо», в его дом действительно попала молния; от удара с кондиционера, висевшего у него за спиной, сорвалась крышка и угодила прямо в писателя. Несколько месяцев он провел в больнице. Сцена, в которой появляется страшный клоун, пугающий Робби, возникла в сценарии благодаря страху Стивена Спилберга перед клоунами.

### Съёмки

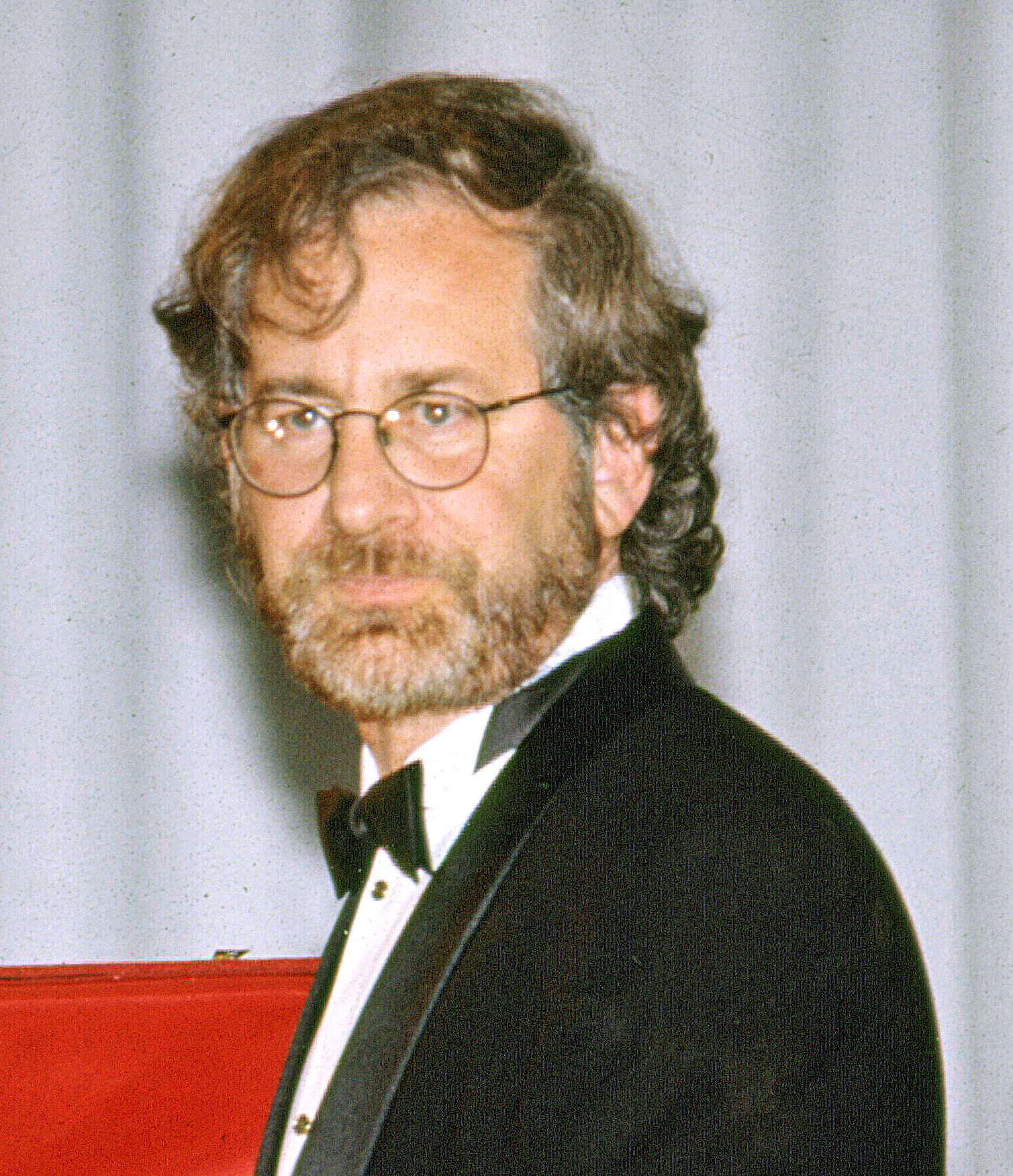
Стивен Спилберг

Несмотря на то, что Стивен Спилберг был лишь продюсером картины, он присутствовал на съёмочной площадке каждый день, давая советы режиссёру. В связи с этим профсоюз даже проводил расследование, чтобы установить, кто являлся постановщиком картины: были подозрения, что картину ставил Спилберг, прикрывшись именем Хупера. Для съёмок использовались настоящие останки, на чем настаивал Спилберг. В одной из сцен картины, которую нужно было снять с первого дубля, Спилберг обдирал лицо охотника за привидениями своими руками, так как актёр ничего не видел в маске. Эскиз дерева, пожирающего ребёнка, также нарисовал Спилберг. Он же залезал в бассейн с актрисой Джобет Уильямс, которая боялась удара электрическим током. Дом, в котором жила семья Фрилингов, был разрушен во время землетрясения 1994 года в Лос-Анджелесе.

### Специальные эффекты

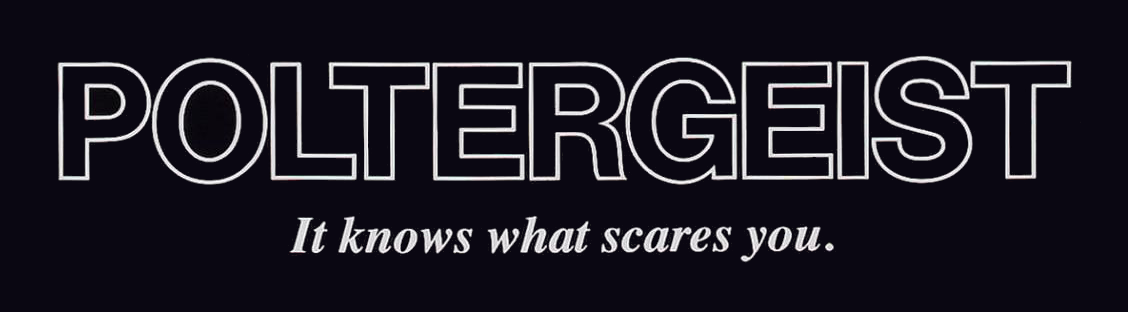
Логотип и слоган картины

Финальный специальный эффект, разрушивший модель дома, обошёлся создателям картины в 25 тысяч долларов. Его реализовали, создав копию дома и засосав её с помощью вакуумной машины, главный техник Ричард Эдланд и механик Джин Вайтман. Сам дом, «сыгравший» в картине дом семейства Фрилингов, до сих пор стоит на месте. Для создания призрачного света использовали проекторы и аквариумы. Для одной из сцен создатели вращали целую комнату.

### Слухи о проклятии
Четверо актёров, снимавшихся в серии «Полтергейст», умерли вскоре после съёмок в ней, из-за чего она приобрела репутацию «проклятой». Так, вскоре после премьеры первой части актрису Доминик Данн, которая играла старшую дочь в семье Фрилингов, задушил ревнивый бойфренд Томас Свини за две недели до её 23 дня рождения в её квартире в Западном Голливуде. Свини был осуждён на 6 лет, но вышел через 3 года условно-досрочно. Во время съёмок второго фильма умер актёр Джулиан Бек, сыгравший проповедника (от рака желудка), а вскоре после премьеры — актёр Вил Сампсон (от хронических заболеваний и неудачной операции). Наконец, незадолго до премьеры фильма «Полтергейст 3» скончалась от сердечной недостаточности юная актриса Хезер О’Рурк. Ей было всего двенадцать лет, и похоронили её на том же кладбище, что и Доминик Данн.
По мнению актёра Оливера Робинса, который сыграл среднего ребёнка Фрилингов Робби, никто из тех, кто был занят в картине, не относился серьёзно к проклятью, считая происходящее на съёмках лишь чередой трагических совпадений. Он полагал, что эта история с проклятием привлекала новых зрителей на протяжении долгих лет.

## Номинации
«Полтергейст» получил три номинации на премию «Оскар»: «Лучшая оригинальная музыка к фильму» (Джерри Голдсмит), «Лучший монтаж звуковых эффектов» (Стивен Хантер Флик и Ричард Л. Андерсон) и «Лучшие визуальные эффекты» (Ричард Эдланд, Майкл Вуд и Брюс Николсон), но проиграл все три другому фильму Спилберга — «Инопланетянин».

## Отсылки
- В 1997 году американская хоррор-панк-группа The Misfits записала песню «Shining», основой для которой послужил данный фильм[17].
- Билеты в кинотеатр на кинокартину демонстрируются в сериале «Очень странные дела»[18].